# Mount Barsoum
Mount Barsoum ist ein 1575 m hoher, spitzer und teilweise schneefreier Berggipfel im westantarktischen Ellsworthland. Er ragt am westlichen Ende der Martin Hills auf.
Seine Position wurde am 10. Dezember 1958 von der US-amerikanischen Ellsworth-Byrd Traverse Party bestimmt und er nach Leutnant Adib Hanna Barsoum (* 1931) von der United States Navy benannt, medizinischer Offizier auf der Ellsworth-Station im Jahr 1958.